# Charles Churchill (militaire britannique)
Charles Churchill (2 février 1656, Devonshire, Angleterre - 29 décembre 1714, Dorsetshire) est un officier militaire qui sert pendant la guerre de Succession d'Espagne, puis homme politique britannique.

## Biographie
Né dans la paroisse de Musbury, dans le Devonshire, Charles Churchill est le fils de Winston Churchill (1620-1688) et Elizabeth Drake. Sa sœur Arabella sera la maîtresse du roi Jacques II, alors que son frère George sera amiral.
Il est le père du lieutenant général et homme politique Charles Churchill (officier) (1679–1745) par sa maîtresse Elizabeth Odd. Churchill épouse Mary Gould en 1702.
À la bataille de Blenheim (1704), sous les ordres de son frère John Churchill (1er duc de Marlborough), il commande des bataillons à pied. Pour services rendus, il est nommé lieutenant de la Tour de Londres en 1705. À la bataille de Ramillies (1706), toujours sous les ordres de son frère, il dirige quatre brigades à pied qui attaquent le village. Il sera engagé dans d'autres conflits dans le cadre de la guerre de Succession d'Espagne, cumulant plusieurs honneurs. 
En 1706, il renonce au poste de lieutenant de la Tour de Londres et occupe le poste de gouverneur de Guernesey jusqu'en 1711. Il mènera ensuite une vie politique au parlement britannique.
Il meurt le 29 décembre 1714 dans le Dorsetshire.